# ساوتویک، ویلتشر
ساوتویک (به انگلیسی: Southwick) یک روستا و محله مدنی در بریتانیا است که در ویلتشر واقع شده‌است. ساوتویک ۱٬۹۵۳ نفر جمعیت دارد.